# Xã Silvercreek, Quận Greene, Ohio
Xã Silvercreek (tiếng Anh: Silvercreek Township) là một xã thuộc quận Greene, tiểu bang Ohio, Hoa Kỳ. Năm 2010, dân số của xã này là 3.738 người.